# Urna (pojemnik)

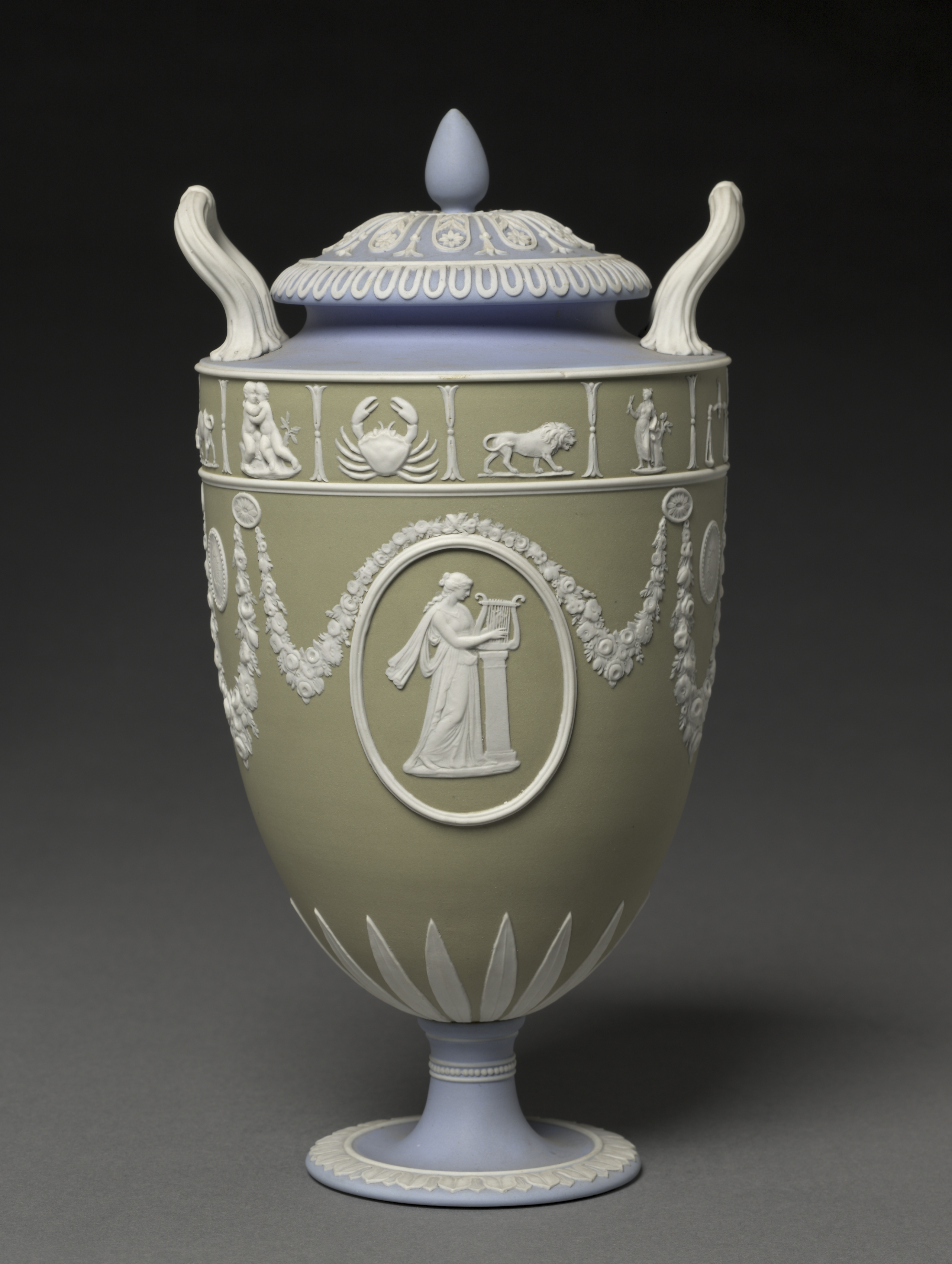
Urna z końca XIX w.

Urna (popielnica) – naczynie służące do przechowywania prochów zmarłego po jego kremacji.

## Historia
Pogrzebowe urny (znane też jako urny z prochami, popielnice, urny grzebalne lub żalniki) były używane w wielu cywilizacjach (greckiej, etruskiej i rzymskiej) już od okresu neolitu, popularne w epoce brązu i żelaza, a zwłaszcza w starożytności. Po śmierci ciało poddawane było kremacji, a popioły zbierano do urny.
Rzymianie umieszczali urny z prochami bliskich w grobowcach nazywanych kolumbariami. Na ziemiach polskich miejsce na którym w czasach przedchrześcijańskich zakopywano urny z prochami zwano żalnikiem.

## Rodzaje
Urny były najczęściej naczyniami dwuusznymi, o dużym, okrągłym brzuścu, szerokim spodzie, zwężonej szyjce, zamykane pokrywką z uchwytem. Często zdobione były polichromią, ornamentem rytym lub inną dekoracją plastyczną. Wykonywane były z gliny, metalu lub kamienia.
U Etrusków i Rzymian wykonywano także urny w kształcie domów. Ich pokrywy stanowiły dachy.

W okresie wczesnego cesarstwa w Rzymie popularne były urny skrzynkowe wykonane z marmuru, bogato zdobione reliefem ornamentalnym lub figuralnym, z pokrywami dekorowanymi akroterionami. Na frontowej ścianie występowały inskrypcje z imionami, tytułami zmarłego lub fundatora.
Znane są też tzw. urny twarzowe, które stosowano w Azji Mniejszej, środkowej Italii, środkowej Europie, m.in. w Polsce. Były one charakterystyczne dla pochówków ludności kultury pomorskiej w epoce żelaza oraz stosowane w Wielkoposce w VI-IV w. p.n.e. W urnach tych na szyjce zaznaczona była twarz, a brzusiec naczynia nawiązywał do kształtu ludzkiego.
We wczesnym średniowieczu ludność tzw. grupy olsztyńskiej stosowała urny z charakterystycznym prostokątnym otworem pośrodku, symbolizującym prawdopodobnie okno lub drzwi.
W czasach współczesnych przemysł funeralny oferuje urny z kompozytu, kamienia, drewna, metalu, szkła, ceramiczne w różnych kształtach.

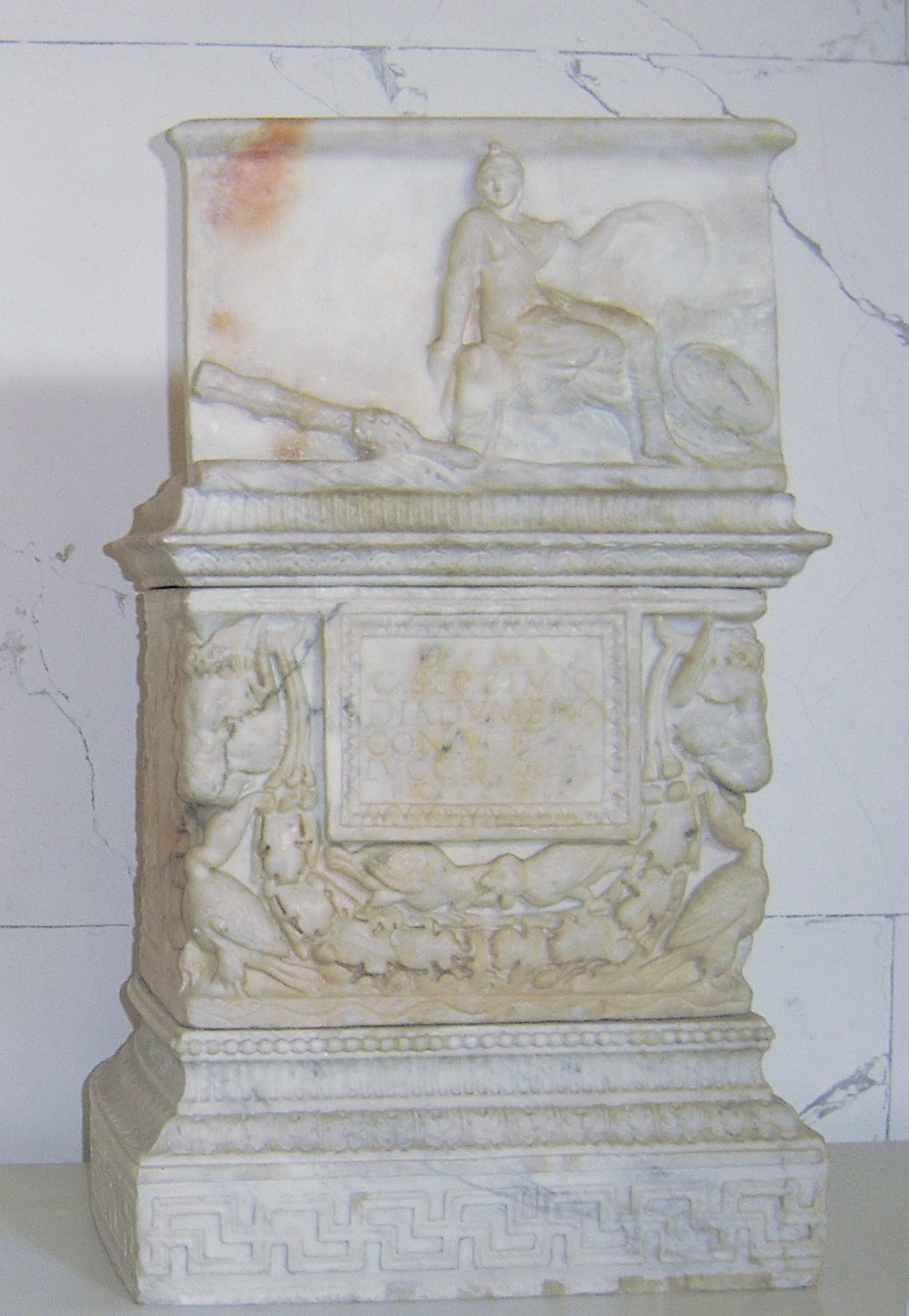
Urna cylindryczna z inskrypcją łacińską. 2 połowa I w. n.e.
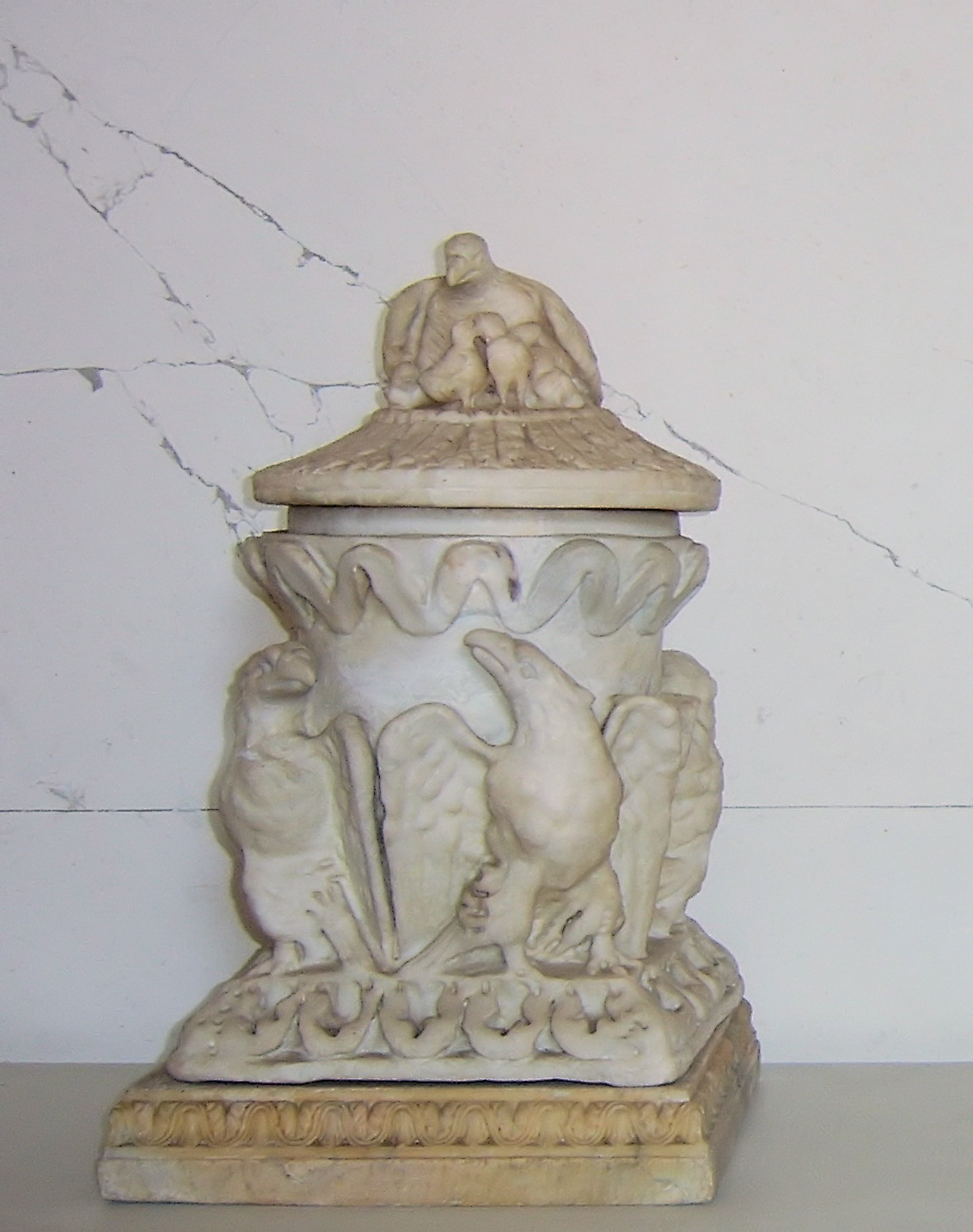
Imitacja urny rzymskiej z oryginalną rzymską pokrywą. XVIII-wieczne zestawienie klasycznej wazy z pokrywą urny rzymskiej z I-II w. n.e.
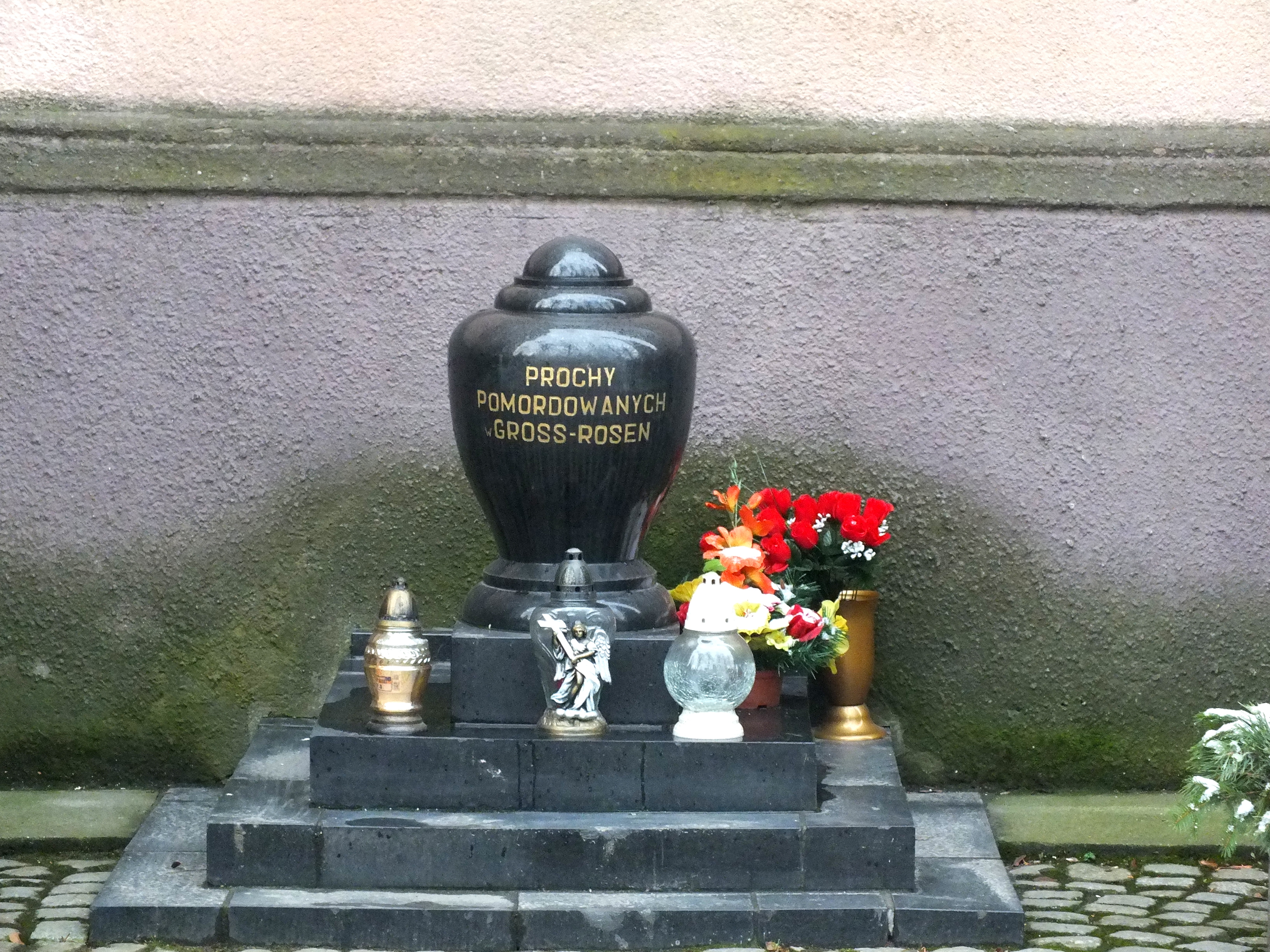
Urna z prochami pomordowanych w Gross-Rosen na cmentarzu komunalnym w Legnicy
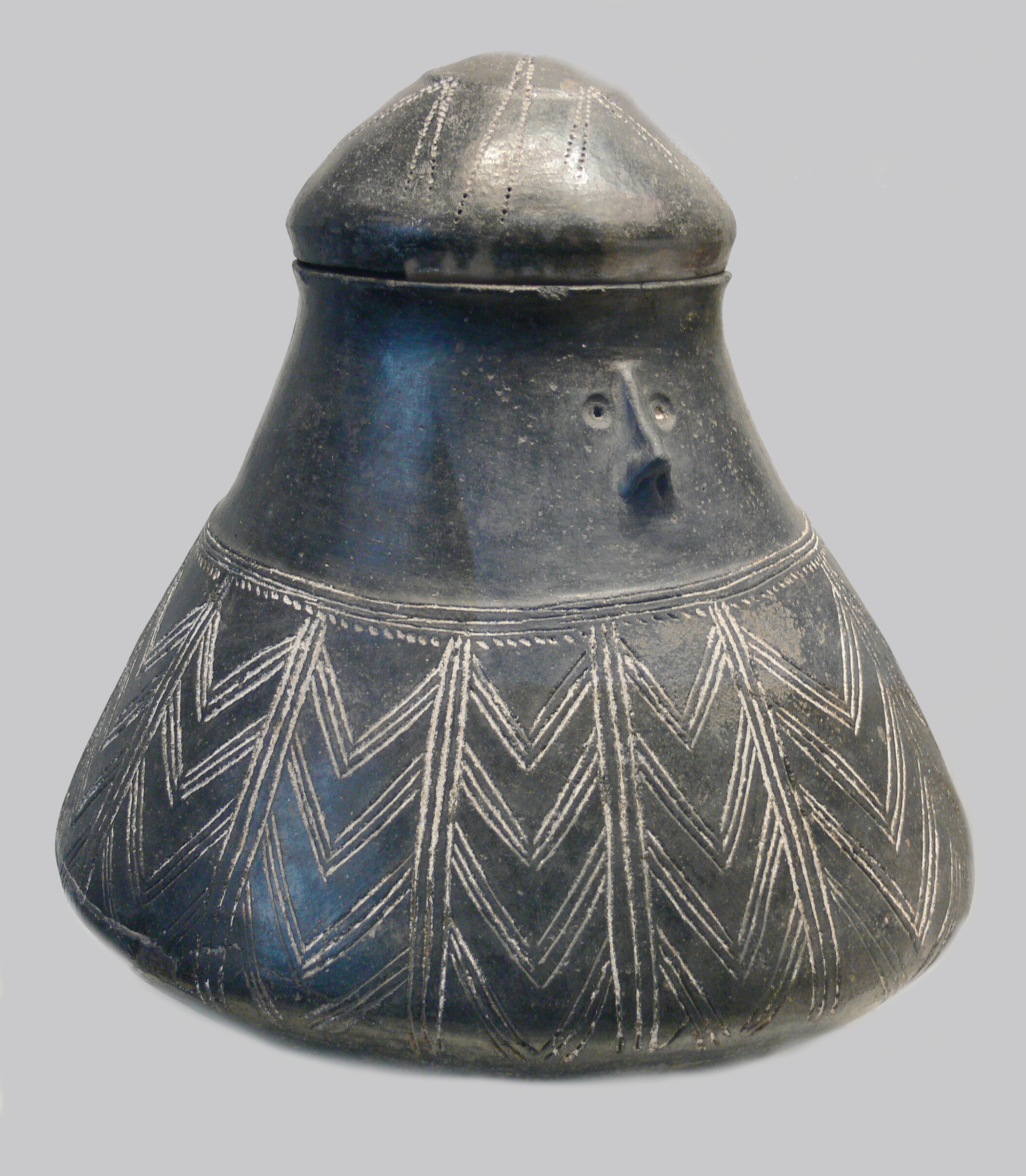
Urna twarzowa
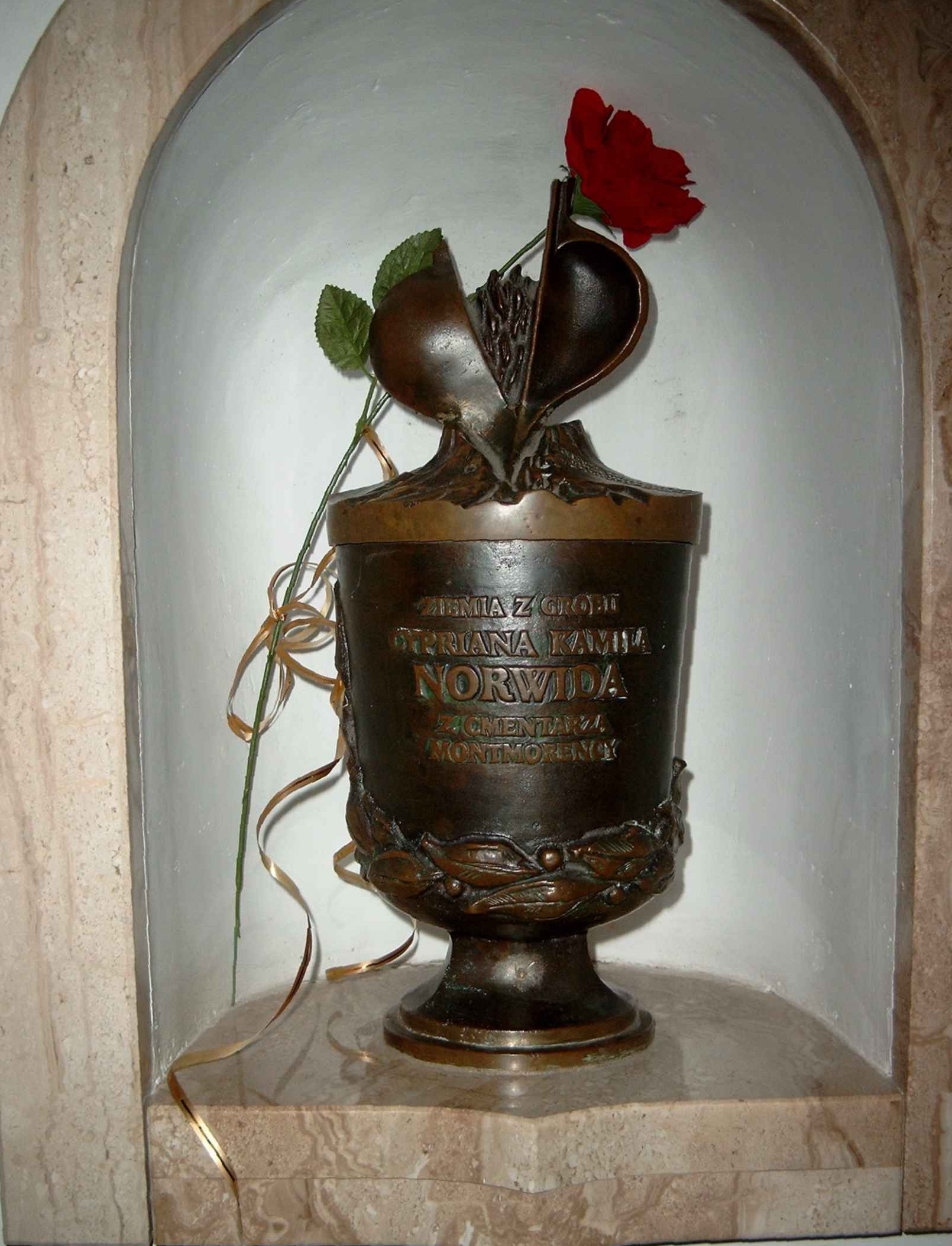
Brązowa urna, zawierająca ziemię z grobu Cypriana Kamila Norwida